# 재재
재재(본명:이은재, 1990년 9월 7일~)는 대한민국의 프리랜서로, 스브스뉴스의 《문명특급》에 출연하면서 재재라는 활동명으로 알려졌다.
이화여자대학교 사학과 2010학번으로 인문대학교 대표로 활동하기도 했다. 2015년 SBS 2기 인턴으로 입사하여 스브스뉴스에 스토리텔러로 사회면의 카드 뉴스를 제작했다. 스브스뉴스의 주력 플랫폼이 페이스북에서 유튜브로 이동하면서 영상에 출연하게 되었다. 상근직 프리랜서 기간을 거쳐 2018년 정직원이 되었다.
2017년부터 정혜윤과 개인 유튜브 채널 《해피 아가리》를 운영하며 2019년 구독자 수 10만명을 넘었다.
2019년 하반기 SBS 특별공로상 표창을 수상했다.
2020년 '올해의 브랜드 대상'에서 올해의 프로그램-웹예능 부문을 수상했다.
2021년 제 57회 백상예술대상에서 여자 예능상 후보에 올랐다.
2023년 5월 본인 인스타그램을 통해 5월 28일을 마지막으로 SBS 퇴사하였으며 5월 29일부터 다시 프리랜서로 MBC 라디오 두시의 데이트 새 진행자로 낙점되어 활동하고 있다. 2024년 6월 2일 스케줄 문제로 하차 하였다.

## 학력
- 중경고등학교
- 이화여자대학교(사학·광고홍보학/학사)

## 출연
- SBS 러브FM 《나르샤의 아브라카다브라》 매주 금요일 〈숨.듣.띵 (with 재재)〉 (2019년 8월 ~ 2022년 2월)
- JTBC 《체험! 사람의 현장 <막나가쇼>》 10회 (2020년 2월 4일)
- KBS2 《스탠드 업》 2회 (2020년 2월 4일)
- JTBC 《돈길만 걸어요 - 정산회담》 7회 (2020년 3월 24일)
- tvN 《유 퀴즈 온 더 블럭》 51회 (2020년 4월 22일)
- 카카오TV 《카카오TV 모닝 - 톡이나할까?》 8회 (2020년 10월 20일)
- MBC TV 《라디오스타》 695회 (2020년 11월 18일)[6]
- 티빙 《여고추리반》[7]
- tvN 《낮과 밤》 식당 종업원 역 (특별출연, 2021년 1월 11일)
- KBS 《옥탑방의 문제아들》 113회 (2021년 1월 19일)[8]
- MBC TV 《미스터리 음악쇼 복면가왕》 291회 (2021년 1월 24일)[9]
- tvN 《놀라운 토요일 - 도레미마켓(예능)》
- JTBC 《독립만세》[10]
- SBS 《티키타카》
- tvN 《그때 나는 내가 되기로 했다》시즌2 mc
- 티빙 《아이돌 받아쓰기 대회》
- JTBC 《아는 형님》 311회(2021년 12월 18일)[11]
- 티빙 《여고추리반》시즌 2[7]
- KBS1 《예썰의 전당》
- JTBC 《아는 형님》 352회(2022년 10월 1일)
- MBC TV 《라디오스타》 799회 (2023년 1월 11일)
- MBC FM4U 《두시의 데이트》 (2023년 5월 29일 ~ 2024년 6월 2일)
- MBC 《전지적 참견 시점》 258회 (2023년 8월 5일)

## 수상 목록
- 2023년 MBC 방송연예대상 라디오 부문 여자 신인상 (두시의 데이트)